# Lagraulet-Saint-Nicolas
Lagraulet-Saint-Nicolas település Franciaországban, Haute-Garonne megyében. Lakosainak száma 283 fő (2022. január 1.). Lagraulet-Saint-Nicolas Bouillac, Beaupuy, Gariès, Bellesserre, Brignemont, Cabanac-Séguenville, Cox, Drudas és Puysségur községekkel határos.

## Népesség
A település népességének változása:
| Lakosok száma | 209  | 152  | 163  | 196  | 267  | 254  | 251  | 242  | 256  | 283  |
|               | 1968 | 1982 | 1990 | 2006 | 2013 | 2015 | 2017 | 2019 | 2020 | 2022 |